# Mitternachts-Papageifisch
Der Mitternachts-Papageifisch (Scarus coelestinus) ist eine Art der Papageienfische, die im tropischen Westatlantik von den Bermudas und der Küste des südlichen Floridas über die Karibik bis an die Küste des südöstlichen Brasilien vorkommt.

## Merkmale
Die Art wird etwa einen halben Meter lang, kann aber auch wesentlich größer werden. Dokumentiert sind Längen bis zu 77 cm und ein Gewicht von 7 kg. Der Mitternachts-Papageifisch ist schwärzlich bis dunkelblau gefärbt. Die Mitte zahlreicher Schuppen und die schuppenlosen Bereiche am Kopf sind hellblau, wie auch ein schmales Band zwischen den Augen. Die Zähne sind grün-blau. Der Mitternachts-Papageifisch ist der einzige so gefärbte Papageifischart im tropischen Westatlantik und somit unverwechselbar. Ein Geschlechtsdimorphismus besteht nicht und auch Jungfische und adulte Fische sind sehr ähnlich gefärbt. 
- Flossenformel: Dorsale IX/10 Anale III/11.

## Lebensweise
Mitternachts-Papageifische leben gewöhnlich in Tiefen von 5 bis 20 Metern, seltener auch bis in Tiefen von bis zu 75 Metern. Sie ernähren sich vor allem von Algen und sonstigem Aufwuchs, den sie von Felsen und Steinkorallen abschaben. Die Art bildet kleine Schwärme, oft zusammen mit Doktorfischen.